# Hans Unterleitner

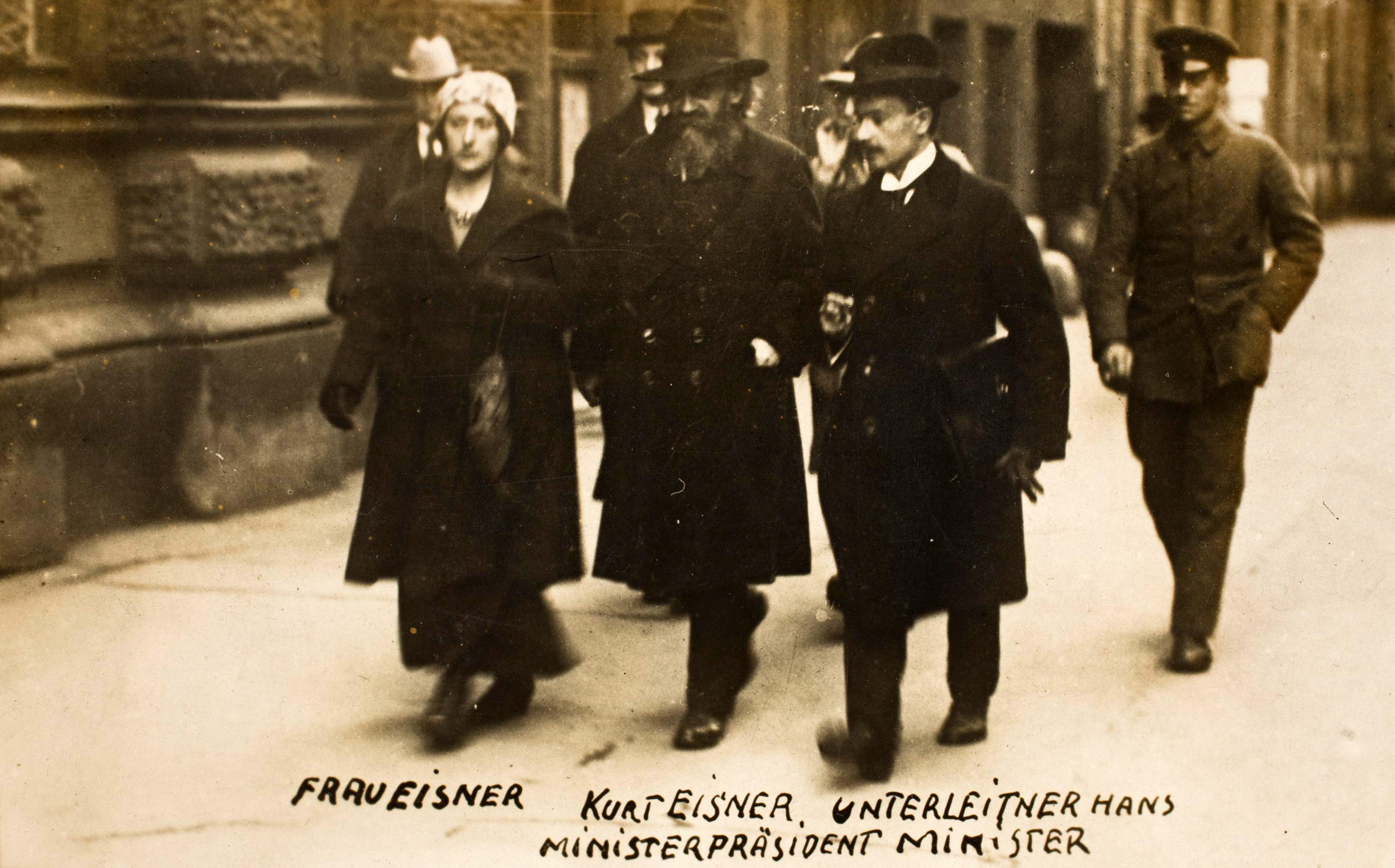
Kurt Eisner mit Ehefrau Else und Minister Hans Unterleitner, 1919

Hans Unterleitner (* 27. Januar 1890 in Freising; † 30. August 1971 in New York City, New York, Vereinigte Staaten) war ein deutscher Politiker (USPD, SPD).

## Leben
Hans Unterleitner war ein Sohn des Johann Unterleitner und der Sabina Niedermaier. Er hatte drei Geschwister. 
Im Ersten Weltkrieg diente der gelernte Schlosser ab 1914 bei der bayerischen Armee und wurde zum Unteroffizier befördert. Anfang 1917 wurde er zwecks Arbeitsaufnahme bei einer Münchener Werkzeugfabrik zur Ersatztruppe versetzt. Als Mitorganisator des Januarstreiks 1918 wurde er verhaftet und war vom 2. Februar bis 22. Oktober 1918 in Untersuchungshaft.
Unterleitner wurde im Zuge der Novemberrevolution in Bayern und der Ausrufung der bayerischen Republik im November 1918 von Kurt Eisner als Staatsminister für soziale Fürsorge in dessen Kabinett berufen. Nach der Ermordung Eisners führte er dieses Amt kurz im Kabinett von Martin Segitz weiter, der der Landtag erkannte ihn aber nicht an und wählte am 17. März Johannes Hoffmann (ebenfalls SPD) als Verfechter einer pluralistisch-parlamentarischen Demokratie zum Ministerpräsidenten Bayerns.  Unterleitner übergab sein Amt schließlich am 8. April 1919 an Hans Gasteiger. Der großbürgerliche Rechtsanwalt Max Friedlaender, der selbst im Jahr 1938 als Jude fliehen musste, sprach als politischer Gegner in seinen Erinnerungen 1939 von „radikalen Nullen wie dem Kanalarbeiter Unterleitner Hans“.
Am 4. Oktober 1919 erfolgte die Hochzeit mit Ilse Hedwig Eisner (1895–1963), einer Tochter Kurt Eisners. Im Jahr 1920 wurde Unterleitner für die USPD in den Reichstag gewählt, dem er ununterbrochen bis 1933 angehörte, zunächst für die USPD, später für die SPD. Im Jahr der Machtergreifung der Nationalsozialisten 1933 wurde Unterleitner verhaftet und in das KZ Dachau deportiert, wo er bis 1935 einsaß. Er erlitt  Misshandlungen durch KZ-Personal und kommunistische Mithäftlinge. Anfang 1936 konnte er mit der Unterstützung Wilhelm Hoegners in die Schweiz fliehen und erhielt politisches Asyl. Im Oktober 1939 emigrierte er durch Vermittlung von Léon Blum über Genua in die USA. Dort schloss er sich dem von Albert Grzesinski gegründeten German-American Council for the Liberation of Germany from Nazism an, dessen Vorstandsmitglied er wurde.
Nach Kriegsende versuchte Wilhelm Hoegner als Bayerischer Ministerpräsident, Unterleitner wieder in das Kabinett zu holen. Der zog es jedoch vor, in den USA zu bleiben, wo er im August 1971 verstarb.
Auf dem Gelände der ehemaligen Vimy-Kaserne in Freising ist der Hans-Unterleitner-Weg nach ihm benannt.